# Acanthicolepis longicirrata
Acanthicolepis longicirrata är en ringmaskart som beskrevs av Treadwell 1941. Acanthicolepis longicirrata ingår i släktet Acanthicolepis och familjen Polynoidae. Inga underarter finns listade i Catalogue of Life.